# Surinam en los Juegos Olímpicos de Londres 2012
Surinam estuvo representado en los Juegos Olímpicos de Londres 2012 por cinco deportistas, tres hombres y dos mujeres, que compitieron en tres deportes.
La portadora de la bandera en la ceremonia de apertura fue la nadadora Chinyere Pigot. El equipo olímpico surinamés no obtuvo ninguna medalla en estos Juegos.